# John Hunov
John Just Abildgaard Hunov (født 23. juni 1936, død 28. marts 2017) var en dansk kunstmæcen og -debattør. Han fik tidligt interesse for kunst, da han efter 2. verdenskrig fik en rundvisning på Wienerudstillingen, der bestod af indsamlede kunstskatte fra Wien.
Ved siden af sit arbejde som bankmand, brugte han al sin tid på kunst. Han havde sin gang i og omkring Den eksperimenterende kunstskole Eks-skolen med Per Kirkeby, Bjørn Nørgaard og Poul Gernes som de centrale figurer. Han købte og fik kunstværker af kunsterne ofte før de blev store navne, og har på den måde opbygget en meget stor samling.
I perioden fra 1972 til 1977 drev Hunov Daner Galleriet som et utraditionelt galleri, hvor han præsenterede en lang række danske kunstnere som f.eks. Bjørn Nørgaard, Jytte Rex og Per Kirkeby, men også udenlandske kunstnere, der i dag har bred international anerkendelse som Joseph Beuys, Jörg Immendorff, A. R. Penck og Hans Peter Feldmann.
Udover at være samler, har Hunov også deltaget i kunstdebatten i aviserne med mange indlæg. John Hunov modtog i 2004 N.L. Høyen Medaljen og legat fra Ole Haslunds Kunstnerfond i 2016.
Hunov ligger begravet på Frederiksberg Ældre Kirkegård, hvor hans ven Per Kirkeby har tegnet et mausoleum, som blev bygget 2018-2019.